# Fontes Hispaniae Antiquae
Fontes Hispaniae Antiquae (FHA), es una obra en varios volúmenes, para recopilar todos los textos antiguos y altomedievales referentes a Hispania.
Nació por iniciativa de Adolf Schulten, con el apoyo de la Universidad de Barcelona y el prehistoriador catalán, Pedro Bosch Gimpera. Schulten trataba de crear una obra similar a los Monumenta Germaniae Historica, ya que una obra similar faltaba en la península ibérica, ya que la recopilación más conocida en la península era la de Nicolás Antonio (1696).
La publicación de las FHA, ayudaron enormemente al despegue de los estudios de Historia Antigua de España.
Entre 1922 y 1959, con el apoyo de la Universidad de Barcelona y la colaboración del prehistoriador Pedro Bosch Gimpera, aparte de otros colaboradores como Luis Pericot García, se publicaron los volúmenes I-VI y VIII-IX, con la colaboración de Roberto Grosse.
Schulten falleció en 1960, sin ver terminada esta obra. En 1987 apareció, en otro formato gracias al prehistoriador Juan Maluquer de Motes, el vol. VII, con Virgilio Bejarano, dedicado a los textos de Mela, Plinio el Viejo y Ptolomeo, con lo que se concluía 65 años después el proyecto que iniciara Schulten. 

## Volúmenes
- FHA I:  Avieni ora maritima (Periplus Massiliensis saec. VI a. C.) con un mapa plegado al final. Barcelona, 1922.
- FHA II: (Las fuentes de) 500 a. C. hasta César / edición y comentario por Adolfo Schulten, Barcelona, 1925
- FHA III: Las guerras de 237-154 a. C. / publicadas por A. Schulten y P. Bosch Gimpera : edición y comentario por Adolfo Schulten, Barcelona, 1935
- FHA IV: Las guerras de 154-72 a. C./ edición y comentario por Adolfo Schulten, Barcelona, 1937
- FHA V: Las guerras de 72-19 a. C. / publicadas por A. Schulten y L. Pericot, edición y comentario por Adolfo Schulten, Barcelona, 1940.
- FHA IX: Las fuentes de la época visigoda y bizantina / edición y comentario por Roberto Grosse, Barcelona, 1947
- FHA VI: Estrabón. Geografía de Iberia / edición traducción y comentario por Adolfo Schulten, Barcelona, 1952
- FHA VIII: Las fuentes desde César hasta el siglo V d. C. / edición y comentario por Roberto Grosse, Barcelona, 1959 (Fallece en Erlangen Adolf Schulten, 21 de marzo de 1960)
- FHA VII: Hispania Antigua según Pomponio Mela, Plinio el Viejo y Claudio Ptolomeo / edición, índices y traducción por Virgilio Bejarano ; prólogo de Juan Maluquer de Motes y Nicolau, Barcelona, 1987